# 筑波型巡洋戦艦
| 筑波型巡洋戦艦   | 筑波型巡洋戦艦 |
| ---------------- | --- |
| 竣工時の「筑波」 | |
| 艦級概観         | |
| 艦種             | 巡洋戦艦 |
| 艦名             | 山の名 |
| 前級             | 春日型 |
| 次級             | 鞍馬型 |
| 性能諸元         | |
| 排水量           | 常備：13,750トン 満載：15,400トン |
| 全長             | 137.1m |
| 水線長           | 134.1m |
| 全幅             | 22.8m |
| 吃水             | 7.95m |
| 機関             | 宮原式石炭・重油混焼水管缶20基 +直立型三段膨張式四気筒レシプロ機関2基2軸 |
| 最大出力         | 20,500hp |
| 最大速力         | 20.5ノット |
| 航続距離         | -ノット/-海里 |
| 燃料             | 筑波 石炭：2,000トン 生駒 石炭：1,911トン 重油：160トン |
| 乗員             | 879名 |
| 兵装             | アームストロング 30.5cm（45口径）連装砲2基4門 アームストロング 15.2cm（45口径）単装速射砲12基12門 アームストロング 12cm（40口径）単装速射砲12基12門 アームストロング7.6cm（40口径）単装速射砲4基4門 短7.6cmカノン砲2基（生駒：4基） 45cm水中魚雷発射管単装3門 |
| 装甲             | クルップ鋼 舷側：203mm（水線最厚部）、102mm（水線末端部） 甲板：51mm（平坦部）、76mm（傾斜部） 主砲塔：178mm（最厚部） バーベット：178mm（最厚部） 舷側ケースメイト：127mm（最厚部） 前部司令塔：203mm（最厚部） 後部司令塔：152mm（最厚部）                  |

筑波型巡洋戦艦（つくばかたじゅんようせんかん）は、大日本帝国海軍の巡洋戦艦。竣工時に巡洋戦艦の類別が存在しなかったため、当初の類別は一等巡洋艦であり、筑波型装甲巡洋艦としても知られる。

## 概要
本型は日露戦争緒戦の旅順港閉塞作戦で触雷し沈没した八島と初瀬の損失を補うため、1904年度臨時軍事費に於いて2隻の建造が承認され、2隻とも国内の呉造船所で急造されたが、日露戦争には間に合わず、1907年に筑波が、翌年1908年に生駒が竣工した。竣工時は一等巡洋艦（装甲巡洋艦）に類別されたが、巡洋戦艦の類別が新設されると1912年8月に変更された。建造当時最大の国産艦であり、従前の艦が装備していた艦首の衝角が廃止されている。
一等巡洋艦（装甲巡洋艦）でありながら、戦艦と同じ主砲が装備されていた。1912年に巡洋戦艦の類別が新設されると、一等巡洋艦から変更されている。巡洋戦艦というのは戦艦並みの火力と巡洋艦並みの速度を併せ持ち、その代償に装甲防御を犠牲にした艦とされるが、筑波型の場合は装甲防御についても当時の前弩級戦艦に近いものを持っていた。ゆえに本型はむしろ前弩級高速戦艦というべき存在であった。
本型の就役は、弩級戦艦のさきがけとなった「ドレッドノート」の就役後であり、直後には世界初の巡洋戦艦とされた「インヴィンシブル級」3隻も就役したため、本艦の戦略的価値は低下した。イギリスの巡洋戦艦は既存の装甲巡洋艦を凌駕する25.5ノットの高速と1隻で前弩級戦艦2隻分の火力を併せ持つ強力なクラスであり、ドイツの巡洋戦艦「フォン・デア・タン」も火力では28cm砲8門、速力24.8ノット、前弩級戦艦並の防御力を併せ持っていた。
筑波型の場合は装甲防御についてはドイツの巡洋戦艦並みのものを持っていたが、火力ではイギリス・ドイツの半分程度しか持ちえず、速度では24ノット強を出せるイギリス・ドイツの物に比べて本型は20.5ノットで決して高速ではなかった。前弩級というカテゴリにおいて高速を誇っても、前弩級戦艦そのものの価値が低下してしまったため、戦力的価値は低くなった。

## 艦形

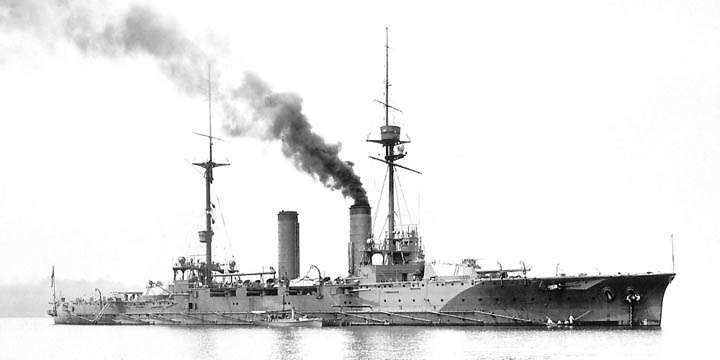
大正時代に撮られた「筑波」。前部マスト上に射撃指揮所が設けられ、舷側配置の15.2cm速射砲2門が甲板上に移設されていた。

船体形状は典型的な長船首楼型船体であり、凌波性を良くするために艦首水面下の衝角（ラム）を廃止してクリッパー型艦首を採用し、艦首甲板の乾舷を高く取られた。そこに主砲として「アームストロング 1904年型 30.5cm（45口径）砲」を楔形の連装砲塔に収めて艦首甲板に1基、その背後に司令塔を組み込んだ操舵艦橋と単脚式の前部マストが立つ。船体中央部の煙突の両脇に細めの通風筒が立ち並び、その周囲は艦載艇置き場となっており、2本1組のボート・ダビッドが片舷2組ずつ計4組と後部マストの基部に付くクレーン計2基により運用された。船体中央部に舷側部には副砲の15.2cm速射砲がケースメイト（砲郭）配置で船首楼に2基ずつ、舷側に4基ずつの片舷6基で計14基が配置された。艦上に12cm速射砲が12基搭載された。上部構造物の末端部に単脚式の後部マストと後部艦橋が立った所から甲板一段分下がって、後部甲板上に後ろ向きの後部主砲塔1基の順である。

## 武装

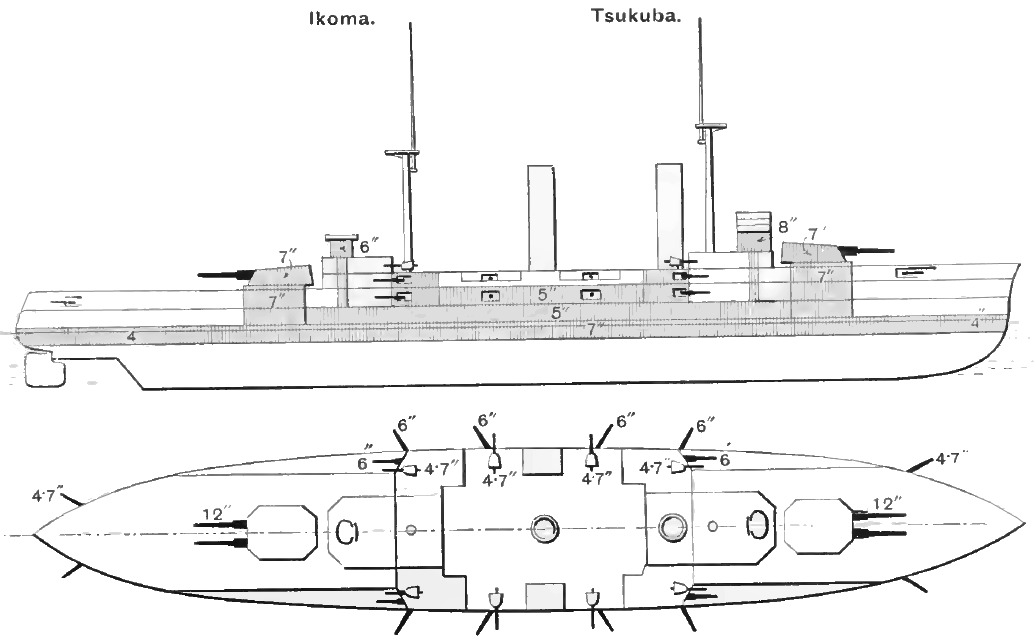
「筑波」の武装・装甲配置を示した図

### 主砲
主砲はアームストロング社の新設計の「アームストロング 1904年型 30.5cm（45口径）砲」である。その性能は重量386㎏の砲弾を仰角20度で最大射程21,120mまで届かせられる性能を持っていた。これを新設計の砲塔に収めた。砲塔の砲身は仰角20度･俯角5度の間で上下できた。この砲塔は左右150度に旋回でき、重量386kgの砲弾を毎分1発の間隔で発射できた。

### 副砲、その他備砲、雷装

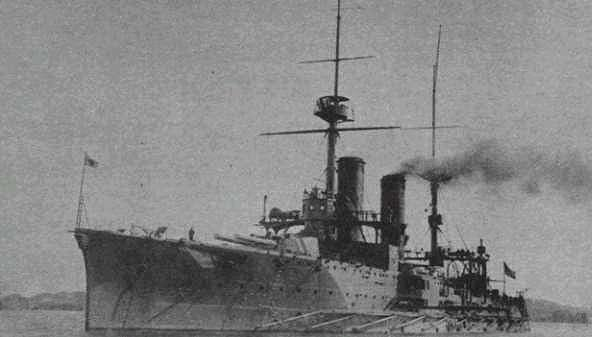
「生駒」。

副砲は攻撃力を重視して「アームストロング  1913年型 15.2cm（45口径）速射砲」を採用した。その性能は重量45.4kgの砲弾を仰角15度で12,344mまで届かせられるこの砲を単装砲架で8基を搭載した。砲架の俯仰能力は仰角15度・俯角7度で旋回角度は150度の旋回角度を持っていたが実際は上部構造物により射界の制限を受けた。砲の旋回、砲身の上下・砲弾の装填の動力は人力を必要とした。発射速度は毎分5～7発である。
他に近接火器として「アームストロング7.6cm（40口径）速射砲」を採用している。1.5kgの砲弾を仰角40度で10,740mまで到達出来るこの砲を単装砲架で筑波は8基、生駒は12基を搭載した。砲架は360度の旋回角度を持っていたが実際は上部構造物により射界の制限を受けた。俯仰は仰角65度・俯角10度で発射速度は毎分15発だった。他に主砲では手に負えない相手への対抗として45.7cm魚雷発射管を単装3基ずつ装備した。
竣工後の1919年に「生駒」のみ15.2cm速射砲2門と12cm速射砲4門を撤去し、対空火器として三年式 7.6cm（40口径）高角砲を単装砲架で2基を搭載した。

## 運用
就役後の「筑波」は、伊集院五郎中将指揮で配下に笠置型防護巡洋艦「千歳」をおき、遣外艦隊を編成して1907年2月28日にアメリカのハンプトン・ローズで行われたアメリカ植民300年祭記念観艦式に参列した後、6月にイギリスを訪問した後にヨーロッパ各国を歴訪してから11月に帰国した。「生駒」は1910年にアルゼンチン独立100年祭りに参列、帰路でヨーロッパ各国を歴訪してから10月に帰国した。1908年に横浜にて本型2隻でアメリカ海軍太平洋艦隊を迎えた。
第一次世界大戦では「筑波」は西太平洋で哨戒任務に就き、「筑波」は9月17日から翌年4月にかけて南洋諸島占領作戦やドイツ東洋艦隊からの通商保護作戦に参加したが、大戦中の1917年6月に横須賀港に停泊中に前部火薬庫の爆発により爆沈、乗員305名が死亡。同年9月1日に除籍後、1918年5月から1919年12月31日にかけて現地で解体処分された。
一方、「生駒」は日本本土からシンガポールまでの航路防衛と南部太平洋での哨戒任務に就いた。大戦終結後の1919年より砲術練習艦に類別され、1922年2月に締結されワシントン海軍軍縮条約により廃艦が決まって1922年9月に横須賀で主砲塔を解体して陸揚げした。このうち前部主砲塔1基は陸軍クレーン船「蜻州丸（せいしゅうまる）」により千葉県房総半島洲崎第一砲台へ運搬されて現地で要塞砲として活用された。
船体は1923年9月20日に除籍され、1924年4月に三菱造船に売却され6月から翌年11月にかけて長崎で解体処分された。

## 同型艦
- 筑波
- 生駒